# Francisco de Soto Marne
Francisco (de) Soto (y) Marne (h. 1698 en Miajadas - ¿1771?), religioso, teólogo y filósofo franciscano español.

## Biografía
Tomó el hábito franciscano observante en Extremadura y se consagró a la enseñanza y la predicación. Hacia 1733 comenzó a enseñar Filosofía en diversos conventos de su orden y cinco años más tarde fue nombrado lector (profesor) de Teología en el convento franciscano de Ciudad Rodrigo (Salamanca) y posiblemente ya estaba jubilado de estos trabajos en 1748.
Poco después de su entrada en la vida sacerdotal fue nombrado cronista de la provincia franciscana de San Miguel y en estas funciones prosiguió la crónica publicada en 1671 por fray José de Santa Cruz editando una segunda parte en Salamanca (1743). Ofició como fraile guardián y escribano titular del Colegio misionero de Nuestra Señora de los Ángeles de la Moheda, destinado a la formación de misioneros en España y Ultramar. Es posible que permaneciera allí hasta 1738, cuando se convirtió en lector (profesor titulado) de Teología en Ciudad Rodrigo, provincia de Salamanca. Para su trabajo como cronista de su provincia tuvo que ser nombrado además cronista general de la religión seráfica (desde 1694, había dos cronistas generales, uno para la rama observante y otro para la descalza) sucediendo a Eusebio González de Torres.
En 1749 entró en polémicas con el benedictino fray Benito Jerónimo Feijoo, suscitando varios escritos de defensa de este último y otros. Dos años más tarde, fue elegido custodio en el capítulo provincial de San Miguel del 17 de julio de 1751 y el 2 de abril de 1752 fue nombrado comisario general del Perú por el general Pedro Juan de Molina para reemplazar al padre Eugenio Ibáñez Cuevas, función que consistía en supervisar el régimen y la disciplina de las distintas provincias, conventos y misiones franciscanas de Ultramar. Partió a Lima con este cometido y el 22 de enero de 1753, ya en el Perú, fue nombrado además Calificador y Consultor del Santo Oficio o Inquisición. 
En Lima continuó con sus labores de predicación y enseñanza en la cátedra escotista de la Universidad de San Marcos. Allí se comprometió fuertemente en la reforma de la enseñanza, elaborando importantes instrucciones sobre los estudios de Teología y Filosofía; además dirigió la reconstrucción material del Colegio de Guadalupe y erigió en Chile un importante colegio de misiones americanas, el Colegio de San Ildefonso de Chillán (1756). Terminó su comisariato general en 1765 y no se dispone casi de información sobre su periodo posterior; es posible que volviera a su provincia de origen, San Miguel, y muriese hacia 1771, pero se ha encontrado un sermón suyo que, aunque datado en Lima en 1754, fue publicado en 1775, lo que podría hacer creer que vivía aún en esta época en América.
La oratoria de Soto Marne es, para el padre Isla, el modelo ideal de su Fray Gerundio de Campazas. Del Florilegio sacro, célebre sermonario de Soto Marne son los fragmentos alegados por fray Gerundio, obligado a defenderse ante el padre provincial por los disparates del sermón pronunciado en su estreno como predicador. De él dice el padre Isla por boca del provincial, que sabía tanta teología como fray Gerundio, pues «por aprovechar un insulso retruecanillo» era capaz de encajar errores doctrinales. Así, el comienzo del sermón dedicado a la Expectación de María, sermón pronunciado por Soto Marne en la catedral de Ciudad Rodrigo el día de su fiesta de 1736, sirve a Isla para imaginar el siguiente diálogo entre el provincial y fray Gerundio:

Abrióle en el sermón siguiente de la Expectación, y luego incontinenti se halló al principio con esta primera cláusula: «Tan complicado genio anima en la común expectación la esperanza, que su posesión y carencia son inexorables parcas de la vida.»
—¡Qué diantres quiere decir aquí! —exclamó el provincial.
—No lo sé, padre nuestro —respondió fray Gerundio—; pero ahí está el primor de ese inimitable estilo: hablar al parecer en castellano, y no haber ningún castellano que lo entienda.
[...]Por el hábito de mi padre Santo Toribio, que esto es hablar culto y elevado, y que yo me muero por esto.
Sin hacer caso el provincial de la sandez de fray Gerundio, prosiguió leyendo: «complica la esmeralda púrpura flamante con esplendor virente...»
Isla, Fray Gerundio de Campazas, t. I, II, cap. IX, 17

## Obras

### Manuscritas
- Memorial que se presentó a la Magestad Cathólica por el R. P. Fr. Francisco Soto y Marne, Chronista General de la Religion de nuestro P. San Francisco, Madrid BNE, Ms. 20244 (17)
- Caduceus crítico-theologicus, sive concordia inter doctores scholarum capitalium príncipes, Seraphycum, Angelicum et Subtilem, super Magistri quatuor Sententiarum libros cum eiusdem magistri distinctionum pro lectionibus academicis paraphrastica expositione (Lima, 1763), Madrid BNE, Ms. 12274.
- Instructiones sobre los estudios de artes y teología, Lima, Archivo del Convento de San Francisco, Registro 6, n. 2-335.
- Instructiones sobre el Colegio de Guadalupe, Lima, Archivo del Convento de San Francisca, Registro 6, n. 2-337.
- Carta, Madrid BNE, Ms. 10579, f. 134-143.

### Impresas
- Florilegio Sacro, en que el celestial ameno frondoso parnasso de la Iglesia, riega (mysticas flores) la aganipe sagrada fuente de gracia y gloria Christo, con cuya afluencia divina, incrementada la excelsa palma mariana (Triumphante a privilegios de gracia), se corona de victoriosa gloria. Dividido en discursos panegyricos, anagógicos, tropológicos y alegóricos, fundamentados en la Sagrada Escriptura: robocados con la authoridad de Santos Padres y exegéticos particularíssimos discursos de los principales expositores: y exornados con copiosa erudición sacra y prophana en ideas, problemas, hieroglíficos, philosóficas sentencias, selectíssimas humanidades, Salamanca, 1738, ejemplar digitalizado en la Biblioteca Digital Hispánica, Biblioteca Nacional de España.
- Chrónica de la santa provincia de San Miguel del orden y regular observancia de nuestro padre San Francisco, parte II, Que continene la sucesión chronológica de los capítulos y congregaciones que ha celebrado esta Santa Provincia; las elecciones y aciertos de los prelados que la han governado; los religiosos y religiosas venerables en santidad, en que ha florecido; los sugetes célebres en prendas y literatura que la han ilustrado; y varios sucessos que han acaecido desde el año de 1668 hasta el de 1682 Salamanca, 1743.
- Reflexiones crítico apologéticas sobre las obras del R. P. Maestro Fr. Benito Gerónymo Feijoo: En defensa de las milagrosas flores de San Luis de Monte, de la constante pureza de Fe, admirable Sabiduría, i utilíssima Doctrina de el Iluminado Doctor y esclarecido mártyr, el B. Raymundo Luli: De la gran erudición i sólido juicio del claríssimo Doctor el V. Fr. Nicolao de Lyra: De la famosa literatura i constante veracidad histórica del Ilmo. i V. Don Fr. Antonio de Guevara: i de otros claríssimos ingenios que ilustraron al Orbe literario. Dedicadas a el mismo P. Mro. Feyjoo Salamanca, sin año, pero 1749, 2 vols. Esta obra suscitó, aparte de las refutaciones del padre Feijoo, otras dos por parte de "Columbo Serpiente" (pseudónimo del franciscano Lucas Ramírez), La derrota de los alanos, o discurso sobre las Reflexiones crítico-apologéticas del R.P. Fr. Francisco de Soto y Marne. En que se desagravia la Ilustríssima y Nobilíssima Religión de S. Benito. Se defienden la persona y escritos del Rm. P. Mro. General y Muy Ilustre Sr. D. Fr. Benito Gerónymo Feijoo, del Consejo de S. M. C. Se reparan las injurias de los literatos de España y de sus prelados (Barcelona, 1750) y la del franciscano Antonio Llontisca y Ribas, Observaciones críticas, joco-serias sobre ciertos Memoriales del último impugnador del Theatro Crítico, el R.P. Francisco Soto y Marne Lyon, 1751.
- Copia de la relación y diario crítico-naútico de el viage que desde la ciudad de Cádiz a la de Cartagena de Indias hizo con sus compañeros el Rmo. Padre Maestro Fr. Francisco de Soto y Marne, Madrid, 1753.